# Chrysopa malayana
Chrysopa malayana är en insektsart som beskrevs av Peter Esben-Petersen 1926. 
Chrysopa malayana ingår i släktet Chrysopa och familjen guldögonsländor. Inga underarter finns listade i Catalogue of Life.